# Birmania en los Juegos Paralímpicos de París 2024
Birmania estuvo representada en los Juegos Paralímpicos de París 2024 por un deportista masculino. El equipo paralímpico birmano no obtuvo ninguna medalla en estos Juegos.